# Lunovula boucheti
Lunovula boucheti là một loài ốc biển, là động vật thân mềm chân bụng sống ở biển trong họ Pediculariidae.